# 양순 충격음
양순 충격음은 두 입술을 벌렸다가 빠르게 다무는 소리이다. 국제음성 기호로는 w를 위아래로 쌓은 모양인 'ʬ' 로 나타낸다. 어떤 언어에서 쓰이는 지는 아직 알려진 바가 없으며, 유성음과 무성음의 구별이 없다. ʬ는 국제 음성 기호 확장판에 있는 기호이다.

## 조음 방법
먼저 입을 벌린 다음, 빠르게 입술을 다문다.

## 특징
- 이 소리는 두 입술을 사용하는 양순음이다.
- 이 소리는 입술을 다물 때 생기는 충격으로 인한 소리이다.